# گور هوهانیسیان (بازیکن فوتبال)
گور هوهانیسیان (ارمنی: Գոռ Սամվելի Հովհաննիսյան؛ ۸ آوریل ۱۹۹۲) بازیکن فوتبال در پست هافبک اهل ارمنستان است.

## باشگاهی
از باشگاه‌هایی که در آن بازی کرده‌است می‌توان به باشگاه فوتبال پیونیک، باشگاه فوتبال بانانتس، باشگاه فوتبال اولیس،  اشاره کرد.

## تیم ملی
وی همچنین در تیم ملی فوتبال زیر ۲۱ سال روسیه بازی کرده‌است. 

## افتخارات
بانانتس
- قهرمان لیگ برتر فوتبال ارمنستان - (۱۴–۲۰۱۳)